# Everhard Korthals Altes (1898-1981)
Everhardus Joannes (Everhard) Korthals Altes (Amsterdam, 1 juni 1898 – Den Haag, 30 oktober 1981) was een Nederlands jurist en raadsheer in de Hoge Raad der Nederlanden.
Korthals Altes werd geboren te Amsterdam als zoon van de advocaat en accountant mr. Everhardus Joannes Korthals Altes, lid van het geslacht Altes, en zijn vrouw Alfina de Flines. Hij studeerde rechtsgeleerdheid aan de Universiteit van Amsterdam van 1917 tot 1920; aansluitend promoveerde hij op 27 maart 1923 cum laude bij Roelof Kranenburg op het proefschrift De staatsaansprakelijkheid volgens de rechtspraak van de conseil d'etat in Frankrijk. Na zijn studie werd Korthals Altes advocaat te Amsterdam. In 1931 werd hij benoemd tot secretaris van de Raad van Beroep voor de Directe Belastingen te Amsterdam, wat hij tot 1946 zou blijven; daarnaast bleef hij advocaat te Amsterdam.
Op 9 december 1958 werd Korthals Altes voorgedragen voor benoeming tot raadsheer in de Hoge Raad, ter vervulling van een vacature die was ontstaan als gevolg van het pensioen van Leopold August Nypels en de daaropvolgende benoeming van Pieter Hendrik Smits tot vicepresident. De Tweede Kamer nam de aanbeveling ongewijzigd over in haar voordracht; de benoeming tot raadsheer volgde op 13 januari 1959. Op 1 juli 1968 werd hem ontslag verleend wegens het bereiken van de 70-jarige leeftijd. Hij overleed op 83-jarige leeftijd te Den Haag.
Korthals Altes trouwde op 2 april 1925 met Mary s'Jacob (1903–2007), telg uit het patriciaatsgeslacht s'Jacob en kleindochter van de Rotterdamse burgemeester Frederik s'Jacob. Hun zoon Frits Korthals Altes (1931–2025) was van 1982 tot 1989 minister van Justitie en later voorzitter van de Eerste Kamer. E.J. Korthals Altes was ook (via zijn jongere broer Regorus Korthals Altes) de oom van Alexander Korthals Altes, hoogleraar handelsrecht aan de Universiteit Utrecht, en Everhard Korthals Altes, landsadvocaat en later vicepresident van de Hoge Raad, en (door zijn schoonzus Bernardine s'Jacob) oom van Hein Mijnssen, raadsheer in de Hoge Raad en hoogleraar aan de Erasmus Universiteit Rotterdam.